# گلن وود (جورجیا)
گلن وود، جورجیا (به انگلیسی: Glenwood, Georgia) یک شهر در ایالات متحده آمریکا با جمعیت ۸۸۴ نفر است که در جورجیا واقع شده‌است.

## موقعیت جغرافیایی
موقعیت جغرافیایی شهرها و مناطق اطراف به شرح زیر است: